# Vasilije Micić
Vasilije Micić (in serbo Василије Мицић?; Kraljevo, 13 gennaio 1994) è un cestista serbo, di ruolo playmaker o guardia.

## Carriera
È stato selezionato dai Philadelphia 76ers al secondo giro del Draft NBA 2014 (52ª scelta assoluta).

## Nazionale

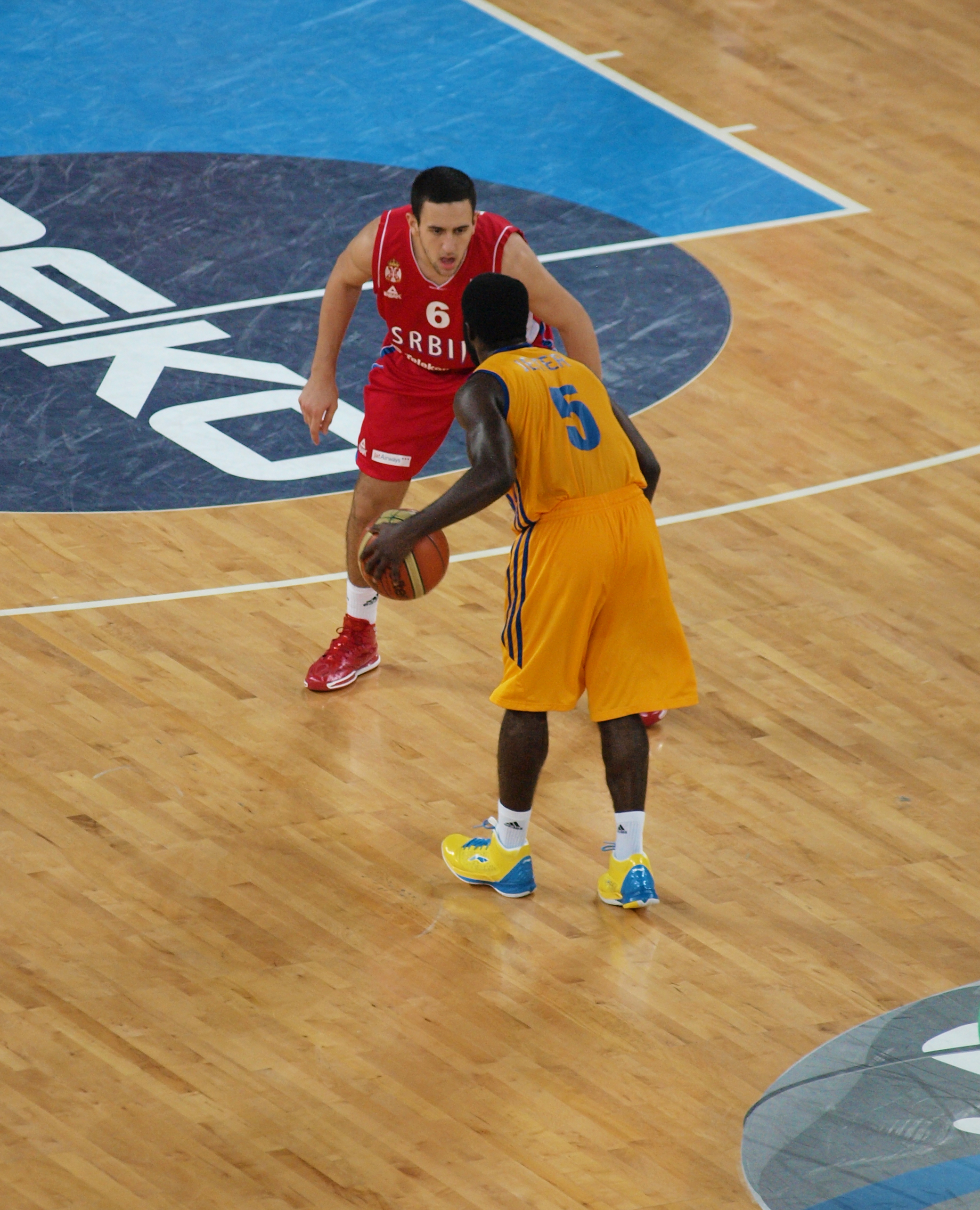
Micic a Eurobasket 2013

Con la Serbia ha disputato le Olimpiadi di Parigi 2024, i Campionati mondiali del 2019 e quattro edizioni dei Campionati europei (2013, 2017, 2022, 2025).

## Statistiche

### NBA

#### Regular Season
| Anno      | Squadra           | PG  | PT | MP   | TC%  | 3P%  | TL%  | RP  | AP  | PRP | SP  | PP   |
| --------- | ----------------- | --- | -- | ---- | ---- | ---- | ---- | --- | --- | --- | --- | ---- |
| 2023-2024 | Oklahoma Thunder  | 30  | 0  | 12,0 | 40,7 | 24,4 | 73,7 | 0,8 | 2,5 | 0,3 | 0,1 | 3,3  |
| 2023-2024 | Charlotte Hornets | 30  | 21 | 27,2 | 43,7 | 29,4 | 83,9 | 2,1 | 6,2 | 0,7 | 0,1 | 10,8 |
| 2024-2025 | Charlotte Hornets | 36  | 16 | 21,2 | 34,8 | 36,0 | 82,9 | 2,4 | 3,5 | 0,4 | 0,0 | 7,5  |
| 2024-2025 | Phoenix Suns      | 5   | 0  | 4,2  | -    | -    | -    | 0,4 | 0,2 | 0,0 | 0,0 | 0,0  |
| Carriera  | Carriera          | 101 | 37 | 19,4 | 39,5 | 31,5 | 81,9 | 1,8 | 3,9 | 0,5 | 0,1 | 6,8  |

### Eurolega
| Anno       | Squadra         | PG  | PT  | MP   | TC%  | 3P%  | TL%  | RP  | AP  | PRP | SP  | PP    |
| ---------- | --------------- | --- | --- | ---- | ---- | ---- | ---- | --- | --- | --- | --- | ----- |
| 2014-2015  | Bayern Monaco   | 6   | 1   | 18,0 | 45,0 | 20,0 | 87,5 | 1,5 | 3,2 | 0,5 | 0,0 | 7,5   |
| 2015-2016  | Bayern Monaco   | 4   | 0   | 6,2  | 0,0  | 0,0  | 100  | 0,8 | 0,8 | 0,5 | 0,2 | 0,5   |
| 2015-2016  | Stella Rossa    | 17  | 1   | 17,5 | 34,1 | 36,1 | 72,4 | 1,8 | 3,6 | 0,2 | 0,2 | 5,5   |
| 2017-2018  | Žalgiris Kaunas | 36  | 10  | 22,4 | 43,2 | 35,5 | 70,7 | 2,2 | 4,2 | 0,9 | 0,0 | 7,7   |
| 2018-2019  | Anadolu Efes    | 37  | 30  | 28,2 | 47,4 | 37,1 | 81,9 | 2,2 | 5,5 | 1,0 | 0,1 | 12,4  |
| 2019-2020  | Anadolu Efes    | 24  | 22  | 30,6 | 46,7 | 39,7 | 96,4 | 2,5 | 5,8 | 1,2 | 0,0 | 14,5  |
| 2020-2021† | Anadolu Efes    | 40  | 36  | 30,0 | 48,9 | 38,9 | 86,5 | 2,6 | 4,9 | 1,2 | 0,0 | 16,7  |
| 2021-2022† | Anadolu Efes    | 34  | 26  | 30,2 | 46,1 | 33,9 | 85,4 | 2,7 | 4,6 | 1,1 | 0,0 | 18,2* |
| 2022-2023  | Anadolu Efes    | 31  | 29  | 31,3 | 43,5 | 35,7 | 87,0 | 3,2 | 5,4 | 0,9 | 0,1 | 16,0  |
| Carriera   | Carriera        | 229 | 155 | 27,1 | 45,6 | 36,4 | 84,2 | 2,4 | 4,8 | 1,0 | 0,1 | 13,1  |

### Cronologia presenze e punti in Nazionale
| Cronologia completa delle presenze e dei punti in Nazionale - Serbia | Cronologia completa delle presenze e dei punti in Nazionale - Serbia | Cronologia completa delle presenze e dei punti in Nazionale - Serbia | Cronologia completa delle presenze e dei punti in Nazionale - Serbia | Cronologia completa delle presenze e dei punti in Nazionale - Serbia | Cronologia completa delle presenze e dei punti in Nazionale - Serbia | Cronologia completa delle presenze e dei punti in Nazionale - Serbia | Cronologia completa delle presenze e dei punti in Nazionale - Serbia |
| Data                                                                 | Città                                                                | In casa                                                              | Risultato                                                            | Ospiti                                                               | Competizione                                                         | Punti                                                                | Note                                                                 |
| -------------------------------------------------------------------- | -------------------------------------------------------------------- | -------------------------------------------------------------------- | -------------------------------------------------------------------- | -------------------------------------------------------------------- | -------------------------------------------------------------------- | -------------------------------------------------------------------- | -------------------------------------------------------------------- |
| 4-9-2013                                                             | Capodistria                                                          | Serbia                                                               | 63 - 56                                                              | Lituania                                                             | EuroBasket 2013 - 1º turno                                           | 0                                                                    |                                                                      |
| 5-9-2013                                                             | Capodistria                                                          | Serbia                                                               | 77 - 67                                                              | Bosnia ed Erzegovina                                                 | EuroBasket 2013 - 1º turno                                           | 5                                                                    |                                                                      |
| 6-9- 2013                                                            | Capodistria                                                          | Macedonia del Nord                                                   | 89 - 75                                                              | Serbia                                                               | EuroBasket 2013 - 1º turno                                           | 3                                                                    |                                                                      |
| 7-9-2013                                                             | Capodistria                                                          | Serbia                                                               | 80 - 71                                                              | Lettonia                                                             | EuroBasket 2013 - 1º turno                                           | 0                                                                    |                                                                      |
| 9-9-2013                                                             | Capodistria                                                          | Montenegro                                                           | 83 - 76                                                              | Serbia                                                               | EuroBasket 2013 - 1º turno                                           | 4                                                                    |                                                                      |
| 11-9-2013                                                            | Ljubljana                                                            | Serbia                                                               | 76 - 69                                                              | Belgio                                                               | EuroBasket 2013 - 2º turno                                           | 5                                                                    |                                                                      |
| 13-9-2013                                                            | Ljubljana                                                            | Ucraina                                                              | 82 - 75                                                              | Serbia                                                               | EuroBasket 2013 - 2º turno                                           | 6                                                                    |                                                                      |
| 15-9-2013                                                            | Ljubljana                                                            | Serbia                                                               | 77 - 65                                                              | Francia                                                              | EuroBasket 2013 - 2º turno                                           | 2                                                                    |                                                                      |
| 18-9-2013                                                            | Ljubljana                                                            | Spagna                                                               | 90 - 60                                                              | Serbia                                                               | EuroBasket 2013 - Quarti                                             | 8                                                                    |                                                                      |
| 19-9-2013                                                            | Ljubljana                                                            | Slovenia                                                             | 92 - 74                                                              | Serbia                                                               | EuroBasket 2013 - 5º-8º posto                                        | 7                                                                    |                                                                      |
| 21-9-2013                                                            | Ljubljana                                                            | Serbia                                                               | 76 - 64                                                              | Italia                                                               | EuroBasket 2013 - 5º posto                                           | 8                                                                    |                                                                      |
| 3-8-2014                                                             | Trieste                                                              | Serbia                                                               | 82 - 69                                                              | Bosnia ed Erzegovina                                                 | Torneo amichevole                                                    | 0                                                                    |                                                                      |
| 4-8-2014                                                             | Trieste                                                              | Serbia                                                               | 78 - 73                                                              | Canada                                                               | Torneo amichevole                                                    | 0                                                                    |                                                                      |
| 5-8-2014                                                             | Trieste                                                              | Italia                                                               | 80 - 71                                                              | Serbia                                                               | Torneo amichevole                                                    | 0                                                                    |                                                                      |
| 8-8-2014                                                             | Pau                                                                  | Grecia                                                               | 66 - 64                                                              | Serbia                                                               | Torneo amichevole                                                    | 2                                                                    |                                                                      |
| 9-8-2014                                                             | Pau                                                                  | Serbia                                                               | 84 - 83 dts                                                          | Croazia                                                              | Torneo amichevole                                                    | 4                                                                    |                                                                      |
| 10-8-2014                                                            | Pau                                                                  | Francia                                                              | 69 - 79                                                              | Serbia                                                               | Torneo amichevole                                                    | 4                                                                    |                                                                      |
| 12-8-2017                                                            | Belgrado                                                             | Serbia                                                               | 93 - 61                                                              | Grecia                                                               | Torneo amichevole                                                    | 7                                                                    |                                                                      |
| 13-8-2017                                                            | Belgrado                                                             | Serbia                                                               | 82 - 71                                                              | Montenegro                                                           | Torneo amichevole                                                    | 1                                                                    |                                                                      |
| 18-8-2017                                                            | Amburgo                                                              | Serbia                                                               | 85 - 78                                                              | Polonia                                                              | Torneo amichevole                                                    | 2                                                                    |                                                                      |
| 19-8-2017                                                            | Amburgo                                                              | Serbia                                                               | 85 - 75                                                              | Russia                                                               | Torneo amichevole                                                    | 4                                                                    |                                                                      |
| 20-8-2017                                                            | Amburgo                                                              | Germania                                                             | 56 - 87                                                              | Germania                                                             | Torneo amichevole                                                    | 2                                                                    |                                                                      |
| 23-8-2017                                                            | Atene                                                                | Serbia                                                               | 73 - 65                                                              | Italia                                                               | Torneo Acropolis 2017                                                | 6                                                                    |                                                                      |
| 24-8-2017                                                            | Atene                                                                | Georgia                                                              | 68 - 66                                                              | Serbia                                                               | Torneo Acropolis 2017                                                | 4                                                                    |                                                                      |
| 25-8-2017                                                            | Atene                                                                | Grecia                                                               | 67 - 69                                                              | Serbia                                                               | Torneo Acropolis 2017                                                | 2                                                                    |                                                                      |
| 1-9-2017                                                             | Istanbul                                                             | Serbia                                                               | 92 - 82                                                              | Lettonia                                                             | EuroBasket 2017 - 1º turno                                           | 0                                                                    |                                                                      |
| 2-9-2017                                                             | Istanbul                                                             | Russia                                                               | 75 - 72                                                              | Serbia                                                               | EuroBasket 2017 - 1º turno                                           | 0                                                                    |                                                                      |
| 4-9-2017                                                             | Istanbul                                                             | Serbia                                                               | 80 - 74                                                              | Turchia                                                              | EuroBasket 2017 - 1º turno                                           | 2                                                                    |                                                                      |
| 5-9-2017                                                             | Istanbul                                                             | Serbia                                                               | 82 - 68                                                              | Gran Bretagna                                                        | EuroBasket 2017 - 1º turno                                           | 8                                                                    |                                                                      |
| 7-9-2017                                                             | Istanbul                                                             | Serbia                                                               | 74 - 54                                                              | Belgio                                                               | EuroBasket 2017 - 1º turno                                           | 1                                                                    |                                                                      |
| 10-9-2017                                                            | Istanbul                                                             | Serbia                                                               | 86 - 78                                                              | Ungheria                                                             | EuroBasket 2017 - Ottavi di finale                                   | 0                                                                    |                                                                      |
| 13-9-2017                                                            | Istanbul                                                             | Serbia                                                               | 83 - 67                                                              | Italia                                                               | EuroBasket 2017 - Quarti di finale                                   | 2                                                                    |                                                                      |
| 15-9-2017                                                            | Istanbul                                                             | Serbia                                                               | 87 - 79                                                              | Russia                                                               | EuroBasket 2017 - Semifinale                                         | 5                                                                    |                                                                      |
| 17-9-2017                                                            | Istanbul                                                             | Slovenia                                                             | 93 - 85                                                              | Serbia                                                               | EuroBasket 2017 - Finale                                             | 4                                                                    |                                                                      |
| 29-6-2018                                                            | Tbilisi                                                              | Georgia                                                              | 50 - 87                                                              | Serbia                                                               | Qual. Mondiali 2019                                                  | 11                                                                   |                                                                      |
| 2-7-2018                                                             | Novi Sad                                                             | Serbia                                                               | 81 - 88                                                              | Germania                                                             | Qual. Mondiali 2019                                                  | 1                                                                    |                                                                      |
| 13-9-2018                                                            | Heraklion                                                            | Grecia                                                               | 70 - 63                                                              | Serbia                                                               | Qual. Mondiali 2019                                                  | 3                                                                    |                                                                      |
| 16-9-2018                                                            | Belgrado                                                             | Serbia                                                               | 95 - 61                                                              | Estonia                                                              | Qual. Mondiali 2019                                                  | 2                                                                    |                                                                      |
| 3-12-2018                                                            | Belgrado                                                             | Serbia                                                               | 84 - 61                                                              | Grecia                                                               | Qual. Mondiali 2019                                                  | 13                                                                   |                                                                      |
| 10-8-2019                                                            | Belgrado                                                             | Serbia                                                               | 72 - 68                                                              | Lituania                                                             | Amichevole                                                           | 5                                                                    |                                                                      |
| 12-8-2019                                                            | Kaunas                                                               | Lituania                                                             | 91 - 95                                                              | Serbia                                                               | Amichevole                                                           | 3                                                                    |                                                                      |
| 16-8-2019                                                            | Atene                                                                | Serbia                                                               | 87 - 72                                                              | Turchia                                                              | Torneo Acropolis 2019                                                | 5                                                                    |                                                                      |
| 17-8-2019                                                            | Atene                                                                | Serbia                                                               | 96 - 64                                                              | Italia                                                               | Torneo Acropolis 2019                                                | 11                                                                   |                                                                      |
| 18-8-2019                                                            | Atene                                                                | Grecia                                                               | 80 - 85 dts                                                          | Serbia                                                               | Torneo Acropolis 2019                                                | 5                                                                    |                                                                      |
| 23-8-2019                                                            | Shenyang                                                             | Serbia                                                               | 71 - 65                                                              | Italia                                                               | Torneo amichevole                                                    | 1                                                                    |                                                                      |
| 25-8-2019                                                            | Anshan                                                               | Serbia                                                               | 88 - 78                                                              | Nuova Zelanda                                                        | Torneo amichevole                                                    | 9                                                                    |                                                                      |
| 27-8-2019                                                            | Atene                                                                | Serbia                                                               | 61 - 56                                                              | Francia                                                              | Torneo amichevole                                                    | 7                                                                    |                                                                      |
| 31-8-2019                                                            | Foshan                                                               | Serbia                                                               | 105 - 59                                                             | Angola                                                               | Mondiali 2019 - 1º turno                                             | 8                                                                    |                                                                      |
| 2-9-2019                                                             | Foshan                                                               | Serbia                                                               | 126 - 67                                                             | Filippine                                                            | Mondiali 2019 - 1º turno                                             | 11                                                                   |                                                                      |
| 4-9-2019                                                             | Foshan                                                               | Serbia                                                               | 92 - 77                                                              | Italia                                                               | Mondiali 2019 - 1º turno                                             | 6                                                                    |                                                                      |
| 6-9-2019                                                             | Wuhan                                                                | Serbia                                                               | 90 - 47                                                              | Porto Rico                                                           | Mondiali 2019 - 2º turno                                             | 0                                                                    |                                                                      |
| 8-9-2019                                                             | Wuhan                                                                | Spagna                                                               | 81 - 69                                                              | Serbia                                                               | Mondiali 2019 - 2º turno                                             | 5                                                                    |                                                                      |
| 10-9-2019                                                            | Dongguan                                                             | Argentina                                                            | 97 - 87                                                              | Serbia                                                               | Mondiali 2019 - Quarti                                               | 5                                                                    |                                                                      |
| 12-9-2019                                                            | Dongguan                                                             | Serbia                                                               | 94 - 89                                                              | Stati Uniti                                                          | Mondiali 2019 - Classifica 5º-8º posto                               | 10                                                                   |                                                                      |
| 13-9-2019                                                            | Pechino                                                              | Serbia                                                               | 90 - 81                                                              | Rep. Ceca                                                            | Mondiali 2019 - Classifica 5º-6º posto                               | 0                                                                    |                                                                      |
| 29-6-2021                                                            | Belgrado                                                             | Serbia                                                               | 94 - 76                                                              | Rep. Dominicana                                                      | Qual. Olimpiadi 2021                                                 | 16                                                                   |                                                                      |
| 3-7-2021                                                             | Belgrado                                                             | Serbia                                                               | 102 - 84                                                             | Porto Rico                                                           | Qual. Olimpiadi 2021                                                 | 21                                                                   |                                                                      |
| 4-7-2021                                                             | Belgrado                                                             | Serbia                                                               | 95 - 102                                                             | Italia                                                               | Qual. Olimpiadi 2021                                                 | 8                                                                    |                                                                      |
| 17-8-2022                                                            | Lubiana                                                              | Slovenia                                                             | 97 - 92 dts                                                          | Serbia                                                               | Amichevole                                                           | 17                                                                   |                                                                      |
| 19-8-2022                                                            | Amburgo                                                              | Italia                                                               | 86 - 90                                                              | Serbia                                                               | Torneo amichevole                                                    | 15                                                                   |                                                                      |
| 20-8-2022                                                            | Amburgo                                                              | Germania                                                             | 83 - 56                                                              | Serbia                                                               | Torneo amichevole                                                    | 14                                                                   |                                                                      |
| 25-8-2022                                                            | Istambul                                                             | Turchia                                                              | 72 - 79                                                              | Serbia                                                               | Qual. Mondiali 2023                                                  | 5                                                                    |                                                                      |
| 28-8-2022                                                            | Belgrado                                                             | Serbia                                                               | 100 - 94                                                             | Grecia                                                               | Qual. Mondiali 2023                                                  | 9                                                                    |                                                                      |
| 2-9-2022                                                             | Praga                                                                | Serbia                                                               | 100 - 76                                                             | Paesi Bassi                                                          | EuroBasket 2022 - 1º turno                                           | 15                                                                   |                                                                      |
| 3-9-2022                                                             | Praga                                                                | Serbia                                                               | 81 - 68                                                              | Rep. Ceca                                                            | EuroBasket 2022 - 1º turno                                           | 13                                                                   |                                                                      |
| 5-9-2022                                                             | Praga                                                                | Serbia                                                               | 100 - 70                                                             | Finlandia                                                            | EuroBasket 2022 - 1º turno                                           | 14                                                                   |                                                                      |
| 6-9-2022                                                             | Praga                                                                | Serbia                                                               | 89 - 78                                                              | Israele                                                              | EuroBasket 2022 - 1º turno                                           | 19                                                                   |                                                                      |
| 8-9-2022                                                             | Praga                                                                | Serbia                                                               | 96 - 69                                                              | Polonia                                                              | EuroBasket 2022 - 1º turno                                           | 12                                                                   |                                                                      |
| 11-9-2022                                                            | Berlino                                                              | Italia                                                               | 94 - 86                                                              | Serbia                                                               | EuroBasket 2022 - Ottavi di finale                                   | 16                                                                   |                                                                      |
| 12-7-2024                                                            | Lione                                                                | Francia                                                              | 67 - 79                                                              | Serbia                                                               | Amichevole                                                           | 5                                                                    |                                                                      |
| 16-7-2024                                                            | Abu Dhabi                                                            | Australia                                                            | 84 - 73                                                              | Serbia                                                               | Torneo amichevole                                                    | 6                                                                    |                                                                      |
| 17-7-2024                                                            | Abu Dhabi                                                            | Stati Uniti                                                          | 105 - 79                                                             | Serbia                                                               | Torneo amichevole                                                    | 8                                                                    |                                                                      |
| 21-7-2024                                                            | Belgrado                                                             | Serbia                                                               | 119 - 100                                                            | Giappone                                                             | Amichevole                                                           | 12                                                                   |                                                                      |
| 22-7-2024                                                            | Belgrado                                                             | Serbia                                                               | 94 - 72                                                              | Grecia                                                               | Amichevole                                                           | 4                                                                    |                                                                      |
| 28-7-2024                                                            | Lilla                                                                | Stati Uniti                                                          | 84 - 110                                                             | Serbia                                                               | Olimpiadi 2024 - 1º turno                                            | 11                                                                   |                                                                      |
| 31-7-2024                                                            | Lilla                                                                | Serbia                                                               | 107 - 66                                                             | Porto Rico                                                           | Olimpiadi 2024 - 1º turno                                            | 13                                                                   |                                                                      |
| 3-8-2024                                                             | Lilla                                                                | Serbia                                                               | 96 - 85                                                              | Sudan del Sud                                                        | Olimpiadi 2024 - 1º turno                                            | 15                                                                   |                                                                      |
| 6-8-2024                                                             | Parigi                                                               | Serbia                                                               | 95 - 90 dts                                                          | Australia                                                            | Olimpiadi 2024 - Quarti di finale                                    | 14                                                                   |                                                                      |
| 8-8-2024                                                             | Parigi                                                               | Stati Uniti                                                          | 95 - 91                                                              | Serbia                                                               | Olimpiadi 2024 - Semifinale                                          | 8                                                                    |                                                                      |
| 10-8-2024                                                            | Parigi                                                               | Serbia                                                               | 93 - 83                                                              | Germania                                                             | Olimpiadi 2024 - Finale 3º posto                                     | 19                                                                   |                                                                      |
| Totale                                                               |                                                                      | Presenze                                                             | 80                                                                   |                                                                      | Punti                                                                | 538                                                                  |                                                                      |

## Palmarès

### Club

#### Competizioni nazionali
- Campionato serbo: 1

Stella Rossa Belgrado: 2015-16
- Campionato lituano: 1

Žalgiris Kaunas: 2017-18
- Coppa di Lituania: 1

Žalgiris Kaunas: 2018
- Lega Adriatica: 1

Stella Rossa Belgrado: 2015-16
- Campionato turco: 3

Anadolu Efes: 2018-19, 2020-21, 2022-23
- Coppa di Turchia: 1

Anadolu Efes: 2022
- Coppa del Presidente: 3

Anadolu Efes: 2018, 2019, 2022

#### Competizioni internazionali
- Eurolega: 2

Anadolu Efes: 2020-21, 2021-22

### Nazionale
- Olimpiadi:
 Parigi 2024

- Europei:

 Turchia 2017

### Individuale
- MVP Coppa di Serba: 1

Mega Vizura: 2014
- All-Euroleague First Team: 1

Anadolu Efes: 2020-21
- All-Euroleague Second Team: 2

Anadolu Efes: 2018-19, 2021-22
- Euroleague MVP: 1

Anadolu Efes: 2020-21
- Euroleague Final Four MVP: 2

Anadolu Efes: 2020-21, 2021-22
- Alphonso Ford Trophy: 1

Anadolu Efes: 2021-22
- MVP Finali Campionato Turco: 1

Anadolu Efes: 2022-23
- All-25 Euroleague team